# スティーヴ・ハリス
スティーヴン・パーシー・ハリス（Stephen Percy Harris、1956年3月12日 - ）は、イギリス、ロンドンのイーストエンド出身のミュージシャン。ヘヴィメタルバンド「アイアン・メイデン」のベーシストかつリーダーであり、バンドの楽曲の作詞・作曲の多くを担当する。身長174cm。

## 略歴
少年時代はウェストハム・ユナイテッドのユース・チームに所属するサッカー少年であり、将来を嘱望された優秀なプレイヤーであった。
17歳の時にテレキャスターのコピーモデル・ベースを約40ポンドで購入し、独学でベースを学び始める。彼にとっての最初のバンドはジプシーズ・キッス（結成時のバンド名はインフルエンス）。その後スマイラーに参加し、年配のメンバーに囲まれて音楽的センスを磨いていく。しかしハリスは自作曲の演奏を望み始め、これを叶えるために1975年に自らのバンド、アイアン・メイデンを結成した。
フェンダー社のプレシジョンベースを強烈に指弾きする独自のプレイスタイルは人気が高く、メタル専門誌 『BURRN! 』の ベスト・ベーシスト部門のチャンピオンに何度も輝くなど、ビリー・シーンと人気を二分する存在である。
影響を受けたベーシストには、UFOのピート・ウェイ、イエスのクリス・スクワイア、ジェネシスのマイク・ラザフォード、ラッシュのゲディー・リー、フリーのアンディ・フレイザー、ウィッシュボーン・アッシュのマーティン・ターナー、ブラック・サバスのギーザー・バトラー、ザ・フーのジョン・エントウィッスルが挙げられている。
なお、長女ローレン・ハリスはロック歌手で、既にレコード・デビューも決まっている。2008年のアイアン・メイデンのワールドツアーでは、サポート・アクトとして同行、来日を果たしている。
2012年に初のソロ・アルバム(実質的にはソロプロジェクト)、『英吉利の獅子』（原題"British Lion"）をリリースした。
2016年にONKYOとスティーヴが共同開発したモニターヘッドフォン「ED-PH0N3S(エド・フォンズ)」を発売した。

## 演奏技法
ハリスはクリニックを開くこともなく、教本などの出版もされていないため、その独特のプレイやサウンドは解明されていない部分もある。

### ツーフィンガー
ベーシストとしてのハリスを特徴付けているのは、なんといってもそのトーンである。独学でベースを学んだハリスの演奏は、アポヤンドによるフィンガー・ピッキングではなく、指を伸ばしたまま弦に叩き付けるフォームの指弾きで、これによりスラップ奏法のようなパーカッシブなサウンドを得ている。特にギタリスト2名編成の時期は高音の効いたトーンが特徴的だった。過去にはスリーフィンガー、果てはフォーフィンガーなどという説もあったが、人差し指と中指を使ったツーフィンガー奏法である。

### コードストローク
アイアン・メイデンのベース・プレイは、パワーコードのストロークが多いのも特徴である。このバンドの特色のひとつに美しいギターのハーモニーが挙げられるが、当然伴奏がドラムとベースだけになってしまい音が薄くなってしまうので、これを補う意味もある。ここでもハリスは爆発的な和音を得るために工夫をしており、拳の状態から全ての指を開くのと同時に人差し指、中指、薬指、それぞれの爪で一気に弦をストロークしている（ラスゲアード）。

### アルペジオ
ハリスの楽曲は静と動のダイナミクスを特徴としたものが多く、このうち「静」のパートではアルペジオで演奏されることが多い。このプレイ自体は至って普通のものであるが、ネック上のポジション移動時に発生するノイズを防止するため、敢えてフラットワウンド弦を使用している（後述）。

### フラットワウンド弦の使用
現代のベーシスト、とくにロック系ではアタックの強いサウンドを得るためにラウンドワウンド弦を使用することが多いが、ハリスは前述のアルペジオの項の通り、フラットワウンド弦（ロト・サウンド製）を使用している。他の理由として、長期のツアーに指が耐えられるように、なども挙げているが、フラットワウンド弦はこもった音になりがちで、通常であればヘヴィメタルでの使用にはとても耐えないものである。しかしハリスのサウンドは立ち上がりの強いブライトな音になっており、どのベーシストにも作ることのできないハリス独自のサウンド、そしてアイアン・メイデンの特徴的なサウンドを形作っている。

### トーン回路のバイパス
ハリスのベースはトーンポットへの配線を外しており、実質的にコントロールはマスターボリュームのみとなっている。配線を外すことでトーンが常に全開になるとともに、トーンポットの抵抗がなくなることで高域が一層強調され、ブライトでアタックの強いサウンドへと繋がっている。

## 参加作品
アイアン・メイデン
ブリティッシュ・ライオン
- British Lion（2012年）
- The Burning（2020年）

ローレン・ハリス
- Calm Before the Storm（2008年）